# Wikov 70
Wikov 70 byl vrcholnou konstrukcí automobilového oddělení Wikov (Wichterle a Kovářík) továrny na hospodářské stroje Wichterle & Kovářík v Prostějově, československého výrobce zemědělských strojů, traktorů, lokomotiv, stabilních spalovacích i elektrických motorů a také automobilů. V roce 1930 se továrna rozhodla přijít na trh s vozem, který by zaujal movitější klientelu. Luxusní Wikov 70, vrchol prostějovské produkce osobních vozů, pak býval označován jako československý Rolls-Royce. Automobil Wikov 70 byl vyráběn v letech 1930–1933 v několika variantách podvozků a karosérií. Celkem však byly vyrobeny 3 automobily.

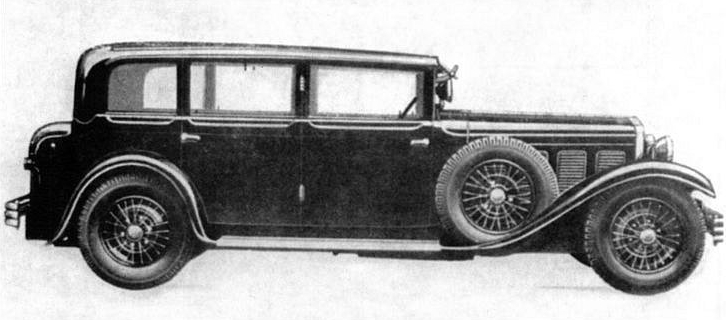
Wikov 70, limuzína (Salon, duben 1931)

## Vznik a vývoj
Wikov 70 byl představen veřejnosti společně s Wikovem 35 v říjnu 1930 na XXII. mezinárodní výstavě automobilů v Praze. Byly zde vystaveny první dva vyrobené modely, čtyřdveřový šestimístný faeton a sedmimístná limuzína s prodlouženým rozvorem. Šéfkonstrukérem byl ing. Boleslav Hanzelka (1890–1961), který začínal profesní kariéru v kopřivnické Tatře. Přes vídeňskou automobilku Perl a krátké působení v Brně (1924) potom nastoupil v roce 1926 do továrny Wikov. Byl jmenován vedoucím automobilky.
Inspirací pro tento luxusní automobil podobný vůz italské automobilky Ansaldo Tipo 22, který byl ve výrobě s osmiválcovým motorem 3 536 cm³ od roku 1929. Pod kapotou Wikovu 70 byl vodou chlazený, řadový osmiválec s rozvodem OHC a objemem válců 3 485 cm³, což byl de facto zdvojený motor z Wikovu 35. Motory Wikovu 35 a 70 měly celou řadu součástí z klikového a rozvodového mechanismu totožných a bylo je možné použít v obou těchto motorech.
Údaje o vyrobeném počtu těchto automobilů se rozcházejí, někdo tvrdí tři, další čtyři anebo dokonce i pět. Podle dochovaných fotografií existovalo pravděpodobně od tří do pěti vozů. Vzhledem ke kreativitě wikováckých karosářů není také vyloučeno, že bylo vyrobeno postupně pět karoserií pro tři podvozky. Tyto automobily sloužily především čelným představitelům automobilky.
Je pravdou, že luxusní Wikov 70 přišel do naprosto nevhodné doby, do vrcholící světové hospodářské krize a potenciální zákazníci na něj zkrátka neměli peníze (limuzína v roce 1930 stála 125 000 Kč). Stejně, prodejně neúspěšné s dvanáctiválcovými motory byly v témže roce představená Tatra 80 (1930, cena 200 tisíc Kč), resp. o rok později Walter Royal (1931, cena 208 tisíc Kč). Počátek 30. let 20. století luxusním avšak velmi drahým automobilům nebyl příznivě nakloněn.

## Motor
Vpředu umístěný zážehový, kapalinou chlazený řadový osmiválcový motor (R8) o zdvihovém objemu 3485 cm³ (vrtání ø 72 mm a zdvih 107 mm), s rozvodem OHC podával při kompresi 5:1 výkon 51,5 kW (70 k) při 3000 ot/min, nejvyšší točivý moment 215 Nm při 1600 ot/min. Zcela opracovaný kompresní prostor klínového tvaru uváděl palivovou směs při její kompresi do vířivého pohybu a tím zvyšoval razanci jejího zážehu a rychlost prohoření v celém objemu.
Jak již bylo řečeno jednalo se o „zdvojený“ motor z Wikovu 35, proto materiálové charakteristiky i u tohoto motoru zůstaly zachovány: písty z elektronu nebo simduralu, zápustkově kované ojnice z duralu, vyměnitelné vložky válců – kalené a honováním „vyleštěné“ v bloku motoru odlitého ze silumímu, snímatelná litinová hlava válců atd. Na motor navazovala čtyřstupňová převodovka se zpátečkou. Oba motory typů 35 a 70 byly řešeny tak, že měly celou řadu součástí z klikového a rozvodového mechanismu totožnou, proto je bylo možné použít na obou motorech. Byly to zejména kompletní písty, ojnice, rozvodová kola, ventily, vahadla, třířadový řetěz a celá řada dalších součástí. Náhon rozvodu u osmiválce byl umístěn vzadu, aby netrpěl torzionálním chvěním zalomeného hřídele, které ostatně bylo omezováno na minimum tlumičem torzních kmitů, umístěným na přední straně zalomeného hřídele. Zapalováni bylo i zde bateriové (Bosch 12V), dynamo bylo umístěno na boku motoru a pohánělo svým průběžným hřídelem vodní pumpu a kompresorek na vzduch pro pneumatiky.
Novinkou byla změna chlazení z termosifonového na tlakové s vodním pumpou. Chladič byl opatřen ručně řízenými žaluziemi. Motor byl osazen dvěma karburátory Zénith, typ U. Sací potrubí bylo předehříváno odbočkou od výfukového potrubí. Spojka byla opět suchá, disková, uzavřená v tělese, které spojovalo motor s převodovkou v mohutný blok, který byl uložen na gumových podložkách ve třech bodech.

## Podvozek
I rámový podvozek si zachoval koncepci předchozích typů, žebřinový rám z podélných ocelových profilů a vyztužujících příček. Obě tuhé nápravy byly odpruženy podélnými půleliptickými listovými pery a doplněny byly hydraulickými tlumiči kmitů. Kardanový hřídel měl dva proti prachu chráněné a v tuku pracující klouby. Byl staticky a dynamicky přesně vyvážen. Náhon zadní osy se děl patentovaným šnekovým soukolím, které umožňovalo velice nízkou polohu podlahy a tím i celé karoserie, což dodávalo vozu elegantního vzhledu, bezpečnosti jízdy a dobré stability vozu na silnici, poněvadž těžiště vozu bylo co nejníže. Kromě toho zaručovalo šnekové soukolí naprostou bezhlučnost, a to nejen dokud bylo nové, nýbrž i tehdy, když se kola mírně opotřebila. Toto opotřebení však bylo minimální, neboť bylo použito patentovaného šnekového soukolí od anglické firmy David Brown, které zaručovalo i vysokou účinnost.
Vůz byl vybaven hydraulickými bubnovými brzdami Lockheed na všech kolech a ruční mechanickou brzdou působící na zadní kola a centrálních mazáním podvozku. Dvacetipalcová drátová kola Rudge-Whitworth byla osazena „balonovými“ pneumatikami a připevněna k rámu šesti šrouby. Řízení bylo jako u „pětatřicítky“ již levostranné, standardní šnekové bez posilovače. Rozvor u limuzíny činil 3 400 mm, u čtyřdveřového, čtyřsedadlového otevřeného faetonu a kabrioletu 3 250 mm.

## Karoserie
Vozy působily impozantním dojmem, který podtrhoval mohutný přední nárazník se třemi chromovanými lamelami, vysoký chromovaný chladič, mohutné světlomety a stylizované číslice 8 mezi nimi. Kostra karoserie byla z tvrdého dřeva, odolná proti vlhkosti a hnilobě. Uvnitř byly karoserie čalouněné a zevně potažené hlubokotažným, klempířsky tvarovaným plechem. Lakování karoserií bylo prováděno stříkáním nitrolaky dovezenými z Anglie.

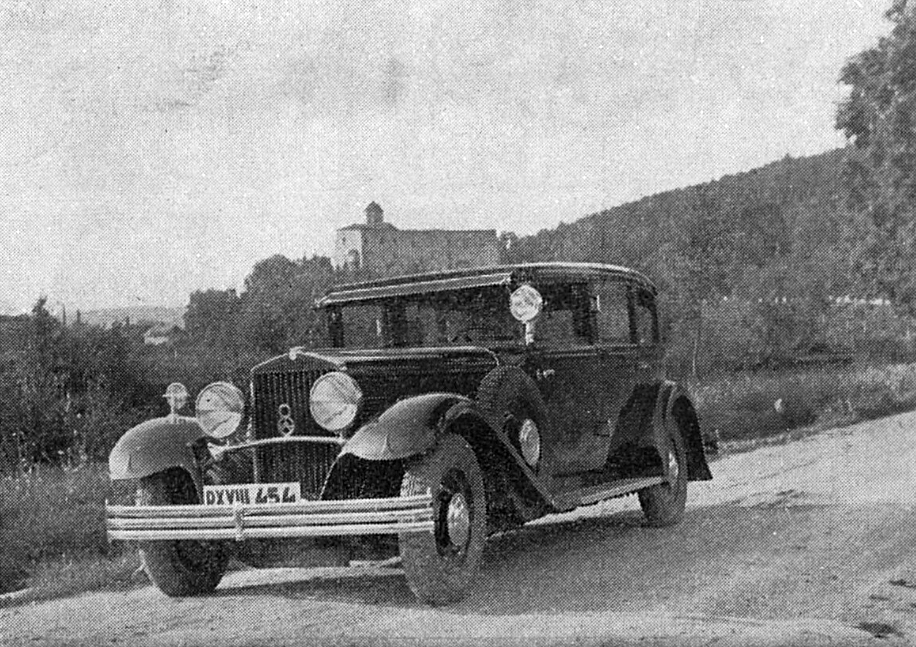
Wikov 70, limuzína (Salon, říjen 1931)

Z vyrobených vozů se na prvním místě uváděla čtyřdveřová, sedmimístná limuzína, která se na autosalonu v roce 1931 nabízela za 130 000 Kč. Tento luxusní automobil v elegantní černi se neprodal a sloužil pro představitele firmy Wikov. Vůz byl vybaven i radiovým přijímačem.
Dalším automobilem byl Wikov 70 kabriolet. Po roce 1989 jej získal soukromý sběratel. Ten jej nechal opatřit novou karoserii ve stylu 30. let podle návrhu Václava Zapadlíka. Jeho renovaci provedla restaurátorská firma Hicar s.r.o. z Brna. V současné době bývá tento Wikov 70 viděn s touto novou karoserií na srazech historických vozidel. Jednou z takových akcí byla soutěž Concours d´Elegance na zámku Loučeň v roce 2015 a výstava „Český kabriolet a kupé v průběhu století“ uspořádané v areálu Fakulty dopravní Českého vysokého učení technického v Praze v červnu 2016.

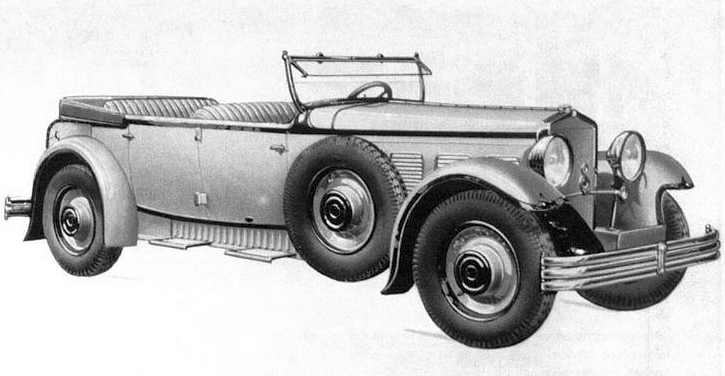
Wikov 70, faeton

Třetím provedením Wikova 70 byl otevřený faeton s natahovací, plátěnou střechou. Tento vůz byl vrácen do továrny a měl být na počátku druhé světové války zabaven pro účely Wehrmachtu. Proto v továrně provedli přestavbu na hasičský vůz, který nemohl být rekvírován. V této podobě automobil přečkal dlouhá desetiletí. Ještě v 80. letech byl viděn v prostějovském podniku. Renovaci provedla restaurátorská firma Hicar s.r.o. z Brna. za účinné pomoci specializovaného truhlářství Old Timer Milana Krupičky v Sobotce.
Čtvrtou kreací byl sedan (conduite intérieure), se kterým se ing. Wichterle účastnil soutěže elegance Concours d'Élégance v Luhačovicích v roce 1933.

## Sportovní úspěchy
Nasazení tohoto luxusního vozu na závodní dráhu nebo do vytrvalostních soutěží (až na jednu výjimku) v automobilce moravských akciových továren Wichterle & Kovářík nebylo uvažováno. Výjimečné vlastnosti a luxus prokazoval Wikov 70 dosaženými vítězstvími a předními umístěními pouze na soutěžích elegance, především v Brně a Luhačovicích.
Na soutěži spolehlivosti Moravou 1931 vyslala továrna Wikov osmiválcovou limuzínu Wikov 70 (řízena Eugenem Wichterlem), čtyřválec Wikov 7/28 a sportovní vůz Wikov SS (Wikov 7/28 Sport). Všechny vozy zvládly nástrahy tratě v délce 825 km bezvadně, bez jediného trestného bodu v cíli. Jezdci na Wikovech získali teamovou cenu: pozlacenou plaketu a 3 bronzové plakety pro členy teamu. V této soutěži byla především sledována spolehlivost a vytrvalost vozů, po celé trati vozy Wikov přesvědčovaly o své kvalitě i svým velkým výkonem a rychlostí. Byly ve svých kategoriích opět – jako v minulých soutěžích – první ze všech vozů v konečném cíli v Brně, jak bylo zdůrazněno v magazínu Auto.
Na II. ročníku mezinárodní Auto-Moto Rallye do Vysokých Tater, kterou pořádal Slovenský Motorklub Bratislava a byla ukončena 28. června 1931 na Štrbském plese, řídil faeton Wikov 70 Eugen Wichterle.
Na soutěži elegance Concours d´Elegance, kterou uspořádal Moravsko-Slezský autoklub v Brně (MSAC, Mährisch-Schlesischer Automobil Club) 1. května 1931 byly za firmu Wikov oceněny automobily kabriolet Wikov 35 první cenou a limuzína Wikov 70 (řízena ing. Františkem Wichterlem) nejvyšší uznáním – zlatou stuhou, čímž tyto vozy i zde přesvědčily o své eleganci а prvotřídním vybavení sériových karoserií Wikov. Neméně úspěšná byla účast na Concours d´Elegance v Luhačovicích 23. srpna 1931, kterou uspořádal Československý autoklub pro Moravu a Slezsko (ČAMS). Všechny tři zúčastněné automobily Wikov získaly nejvyšší ocenění zlaté stuhy a první ceny. Byly to modely: sedmisedadlová limuzína Wikov 70 a dva Wikovy 35 (šestisedadlová limuzína a čtyřsedadlová verze conduite intérieure).
Ještě v roce 1935, kdy už se tento automobil nevyráběl, získala limuzína Wikov 70 stříbrný věnec a zlatou plaketu v Concours d´Elegance v lázních Luhačovice. Na tomto „klání“ v lázních Luhačovice získaly 3 zúčastněné Wikovy 1 zlatý, 2 stříbrné věnce, 3 zlaté plakety a ještě zvláštní cenu za vkusný soulad barev.

## Galerie

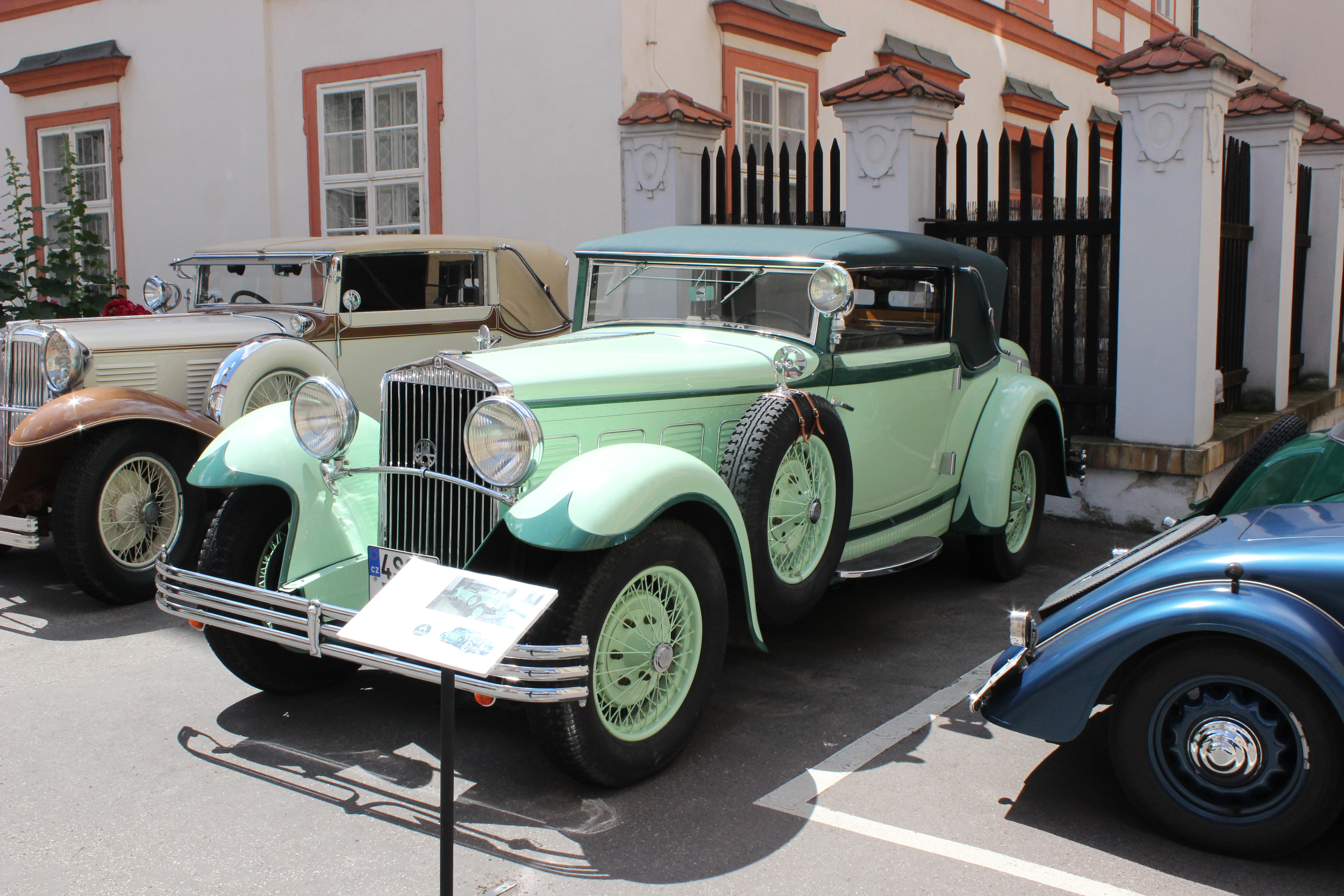
Wikov 70, kabriolet na výstavě Český kabriolet a kupé v průběhu století (2016)
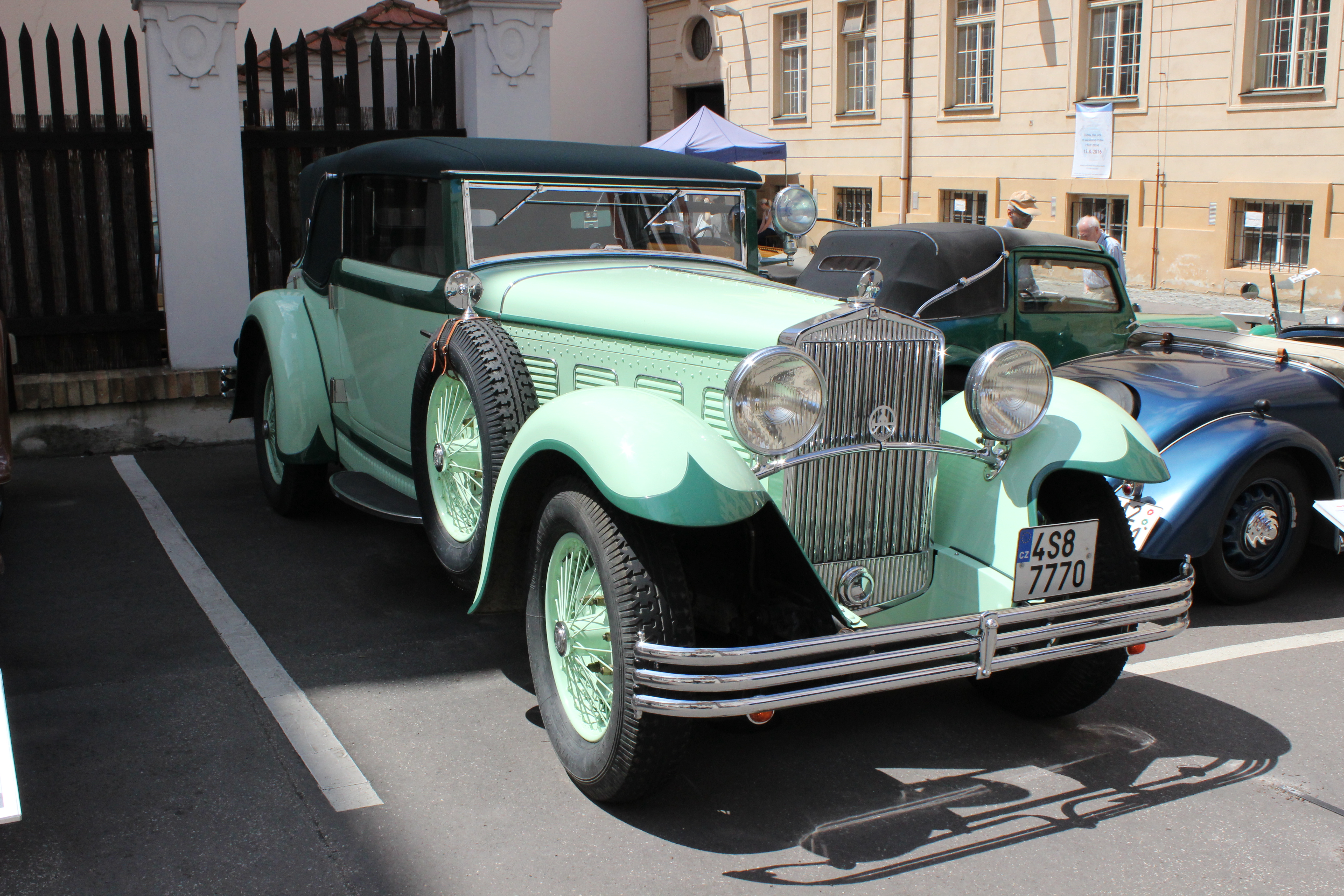
Wikov 70, kabriolet na výstavě, kterou uspořádala Fakulta dopravní ČVUT v Praze
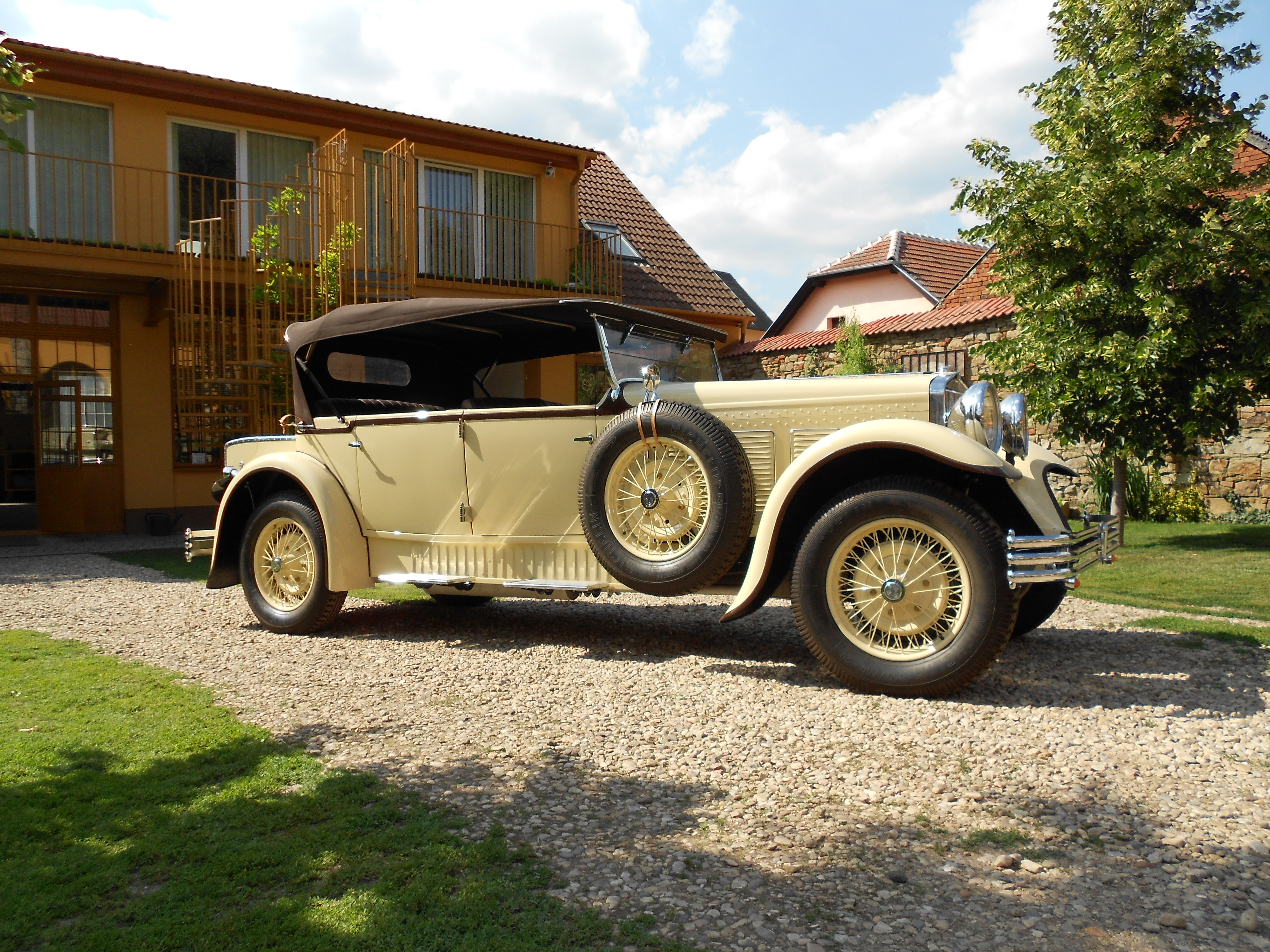
Wikov 70, faeton restaurovaný u Hicar s.r.o. Brno
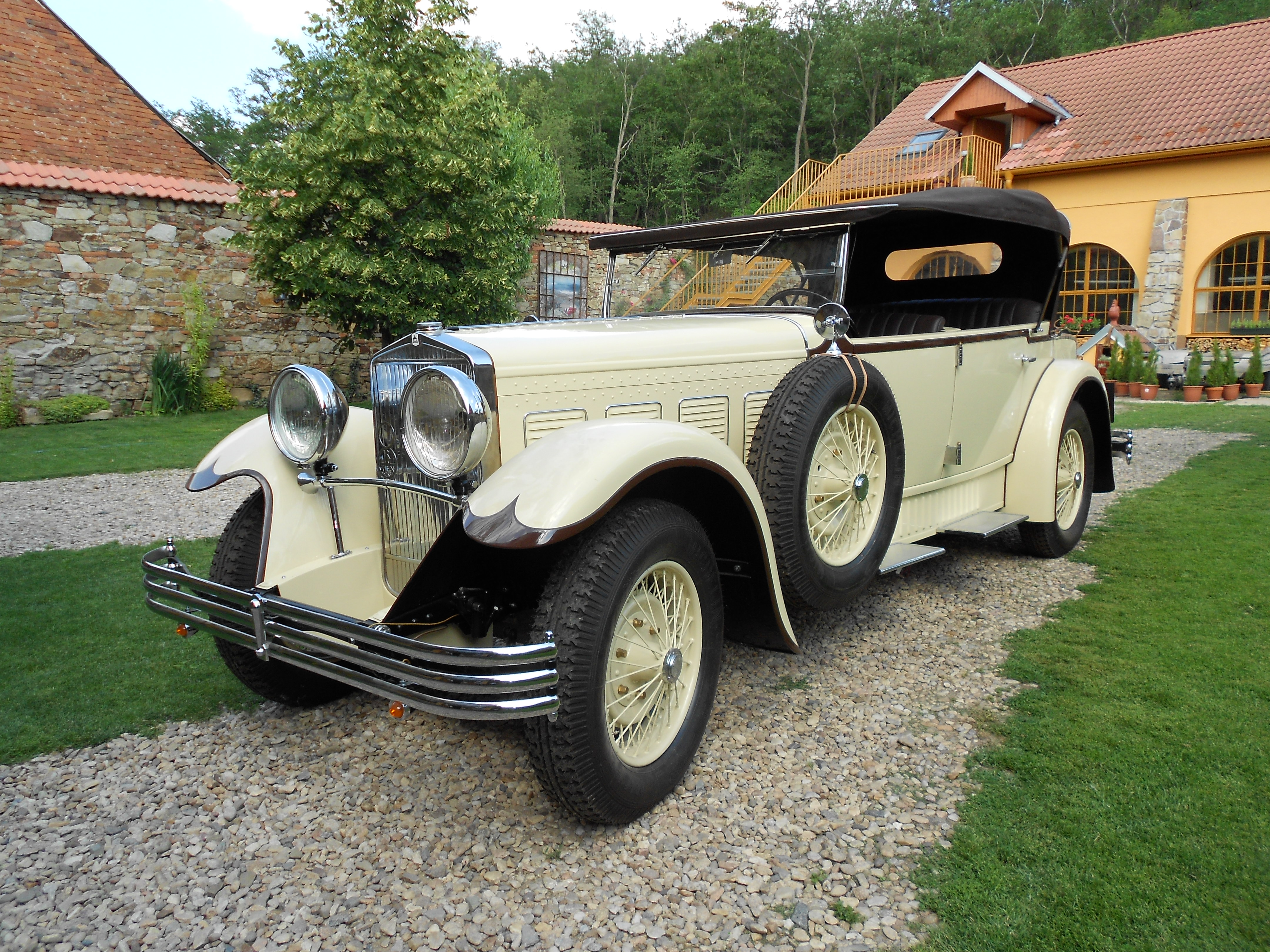
Wikov 70, faeton
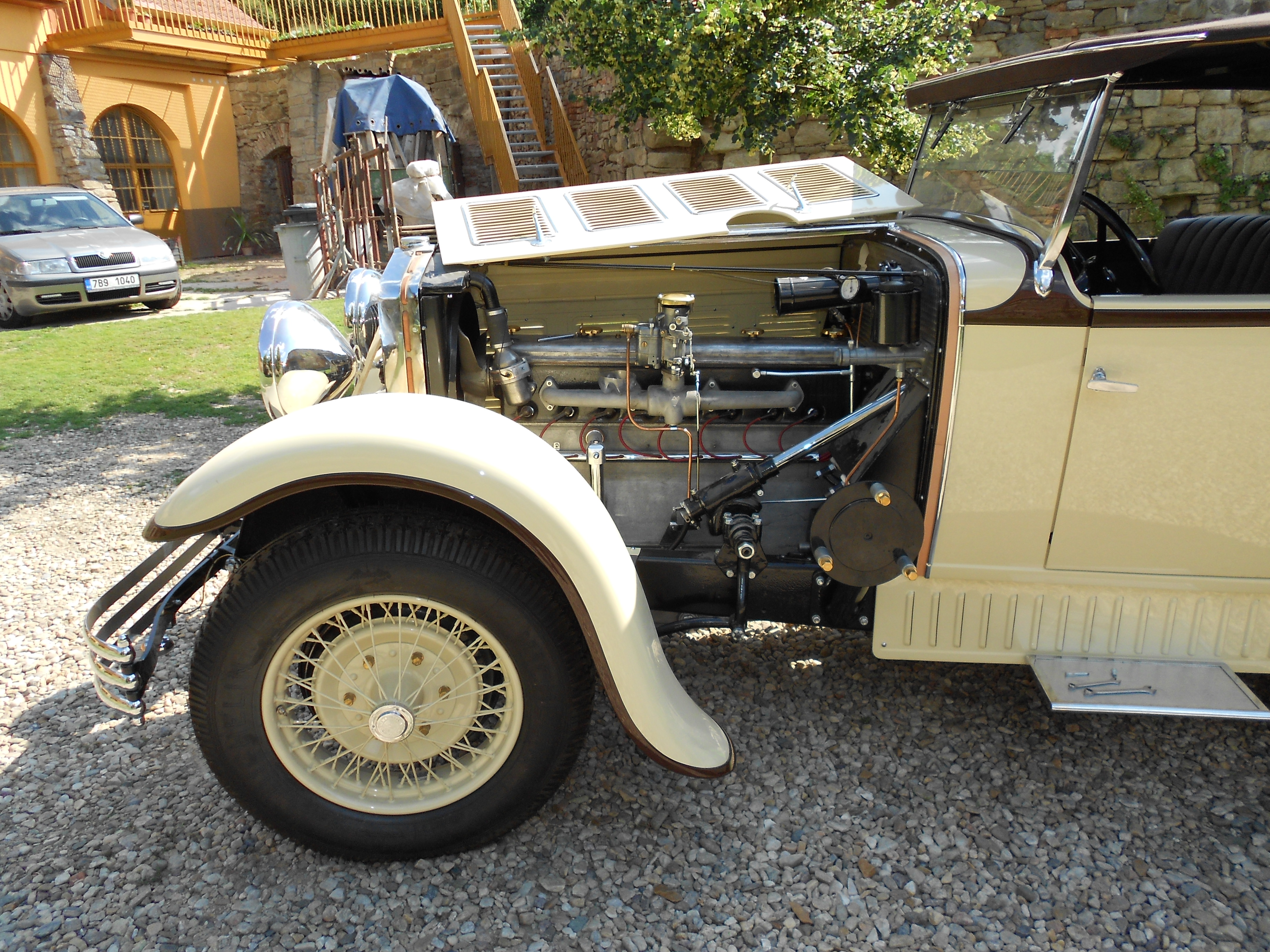
Wikov 70, osmiválcový motor faetonu
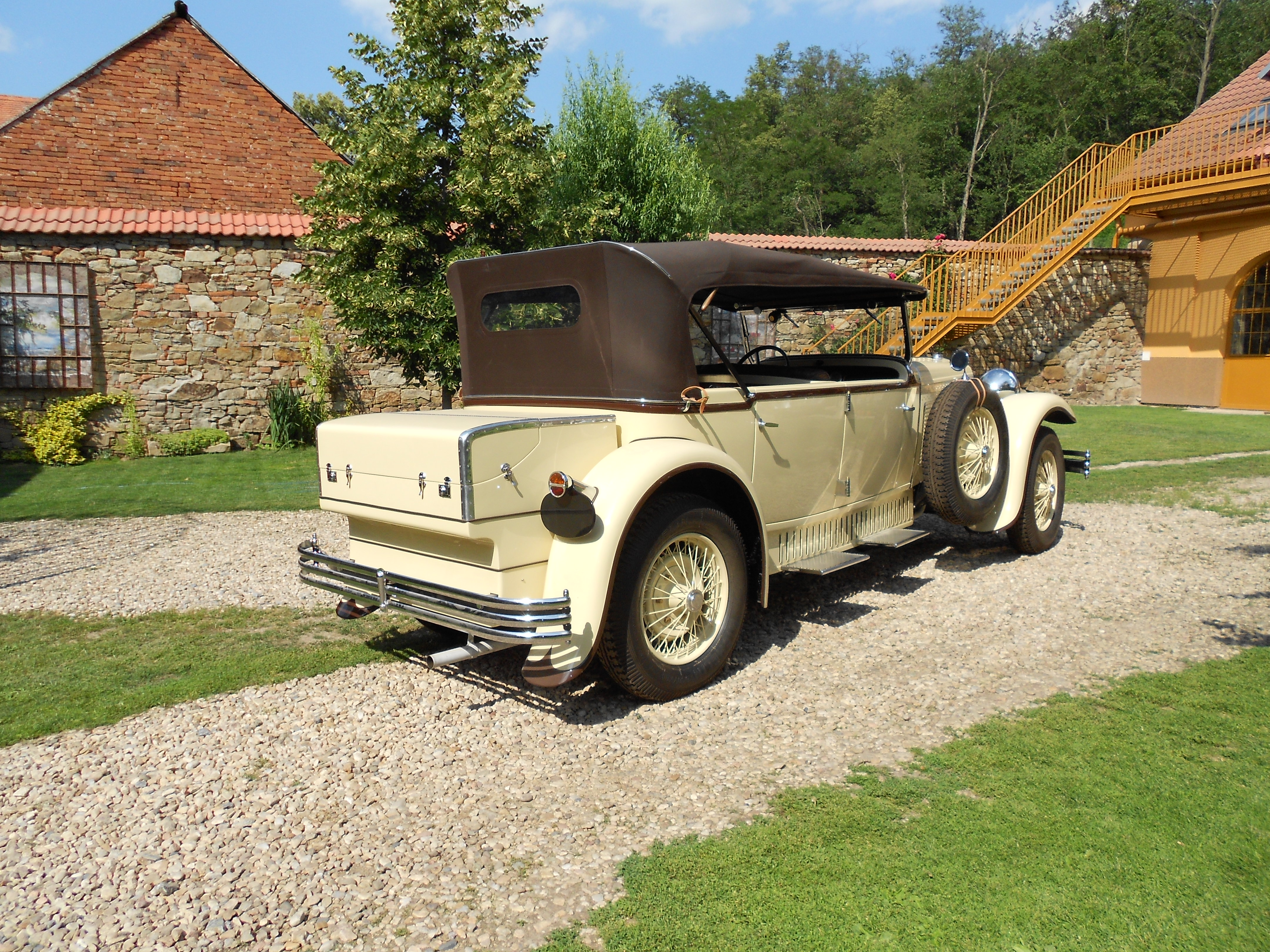
Wikov 70, faeton (2012)